# Ecologia clínica
Ecologia clínica é uma ideia proposta em 1960 e segundo a qual a exposição a níveis baixos, de certos agentes químicos, prejudicaram as pessoas suscetíveis, causando sensibilidade química múltipla e outras doenças.